# الحرب البولندية الليتوانية
كانت الحرب البولندية الليتوانية نزاعًا مسلحًا بين ليتوانيا المستقلة حديثًا وبولندا في أعقاب الحرب العالمية الأولى. تمحور النزاع بشكل رئيسي حول السيطرة الإقليمية على منطقة فيلنيوس، بما في ذلك مدينة فيلنيوس، ومنطقة سوفاوكي، بما فيها من بلدات سوفاوكي، وأوغوستوف، وسيني. تحدد الصراع بشكل كبير تبعًا لتطورات الحرب البولندية السوفيتية والجهود الدولية للوساطة في منظمة السفراء وعصبة الأمم في وقت لاحق. توجد اختلافات كبيرة في كتابة التاريخ بين الجانبين البولندي والليتواني. وفقًا للمؤرخين الليتوانيين، كانت الحرب جزءًا من حروب الاستقلال الليتوانية وامتدت من ربيع 1919 إلى نوفمبر 1920. ووفقًا لبولندا، تمحورت الحرب حول الصراع على منطقة سوفاوكي من سبتمبر إلى أكتوبر 1920 وكانت جزءًا من الحرب السوفيتية البولندية.
استولت بولندا في أبريل 1919 على فيلنيوس وأصبحت على تماس مع الجيش الليتواني الذي كان بدوره يقاتل في الحرب الليتوانية السوفيتية. في مواجهتهم لعدو مشترك، لم تكن العلاقات البولندية الليتوانية عدائية منذ البداية. تأملت بولندا في إقناع ليتوانيا للانضمام إلى ما يشبه الاتحاد البولندي الليتواني (انظر اتحاد ميدزيمورز)، الذي رأت فيه ليتوانيا خسارةً لاستقلالها أمام الفدرالية البولندية. ومع تدهور العلاقات الثنائية، رسمت قوات الحلفاء خطين من الحدود الفاصلة على أمل وقف أي أعمال عدوانية مفتوحة جديدة. لم تُرضِ الخطوط أيًّا من الأطراف وتم تجاهلها. استقرت الجبهة حتى صيف 1920 بعد فشل الانقلاب البولندي ضد الحكومة الليتوانية في أغسطس 1919.
كانت بولندا بصدد خسارة الحرب البولندية السوفيتية في يوليو 1920، ودخلت في حالة انسحاب كامل. لاحق الليتوانيون القوات البولندية المنسحبة لتأمين الأراضي المخصصة لليتوانيا بموجب معاهدة السلام السوفيتية الليتوانية. كان السوفيت أول من دخل فيلنيوس. ومع ذلك، بمجرد تحقيق بولندا نصرًا كبيرًا في معركة وارسو وإجبار السوفيت على التراجع في أغسطس 1920، اضطر الليتوانيون إلى الدفاع عن حدودهم المعدلة حديثًا، والتي لم تعترف الحكومة البولندية بصلاحيتها. اندلع القتال في منطقة سوفاوكي. هاجمت بولندا ليتوانيا أثناء معركة نهر نيمن على جبهة واسعة. غيّرت المعركة الوضع العسكري جذريًا وتركت فيلنيوس عرضة للهجوم. وقّعت بولندا تحت ضغط من عصبة الأمم على اتفاقية سوفاوكي في 7 أكتوبر 1920. ورسمت الاتفاقية خطًّا حدوديًّا جديدًا، لكنه لم يكن مكتملًا ولم يوفر الحماية لفيلنيوس.
في الثامن من أكتوبر عام 1920، نظّم الجنرال البولندي لوتسيان جيلغوفسكي تمرّدًا بين القوات البولندية وزحف إلى فيلنيوس «للدفاع عن حق البولنديين المحليين في تقرير المصير». تم التخطيط والسماح لعملية التمرد من قبل رئيس الدولة البولندي يوزف بيوسودسكي. استولت قوات جيلغوفسكي على فيلنيوس، لكن أوقفت القوات الليتوانية أي تطورات إضافية. أعلن جيلغوفسكي إنشاء جمهورية ليتوانيا الوسطى وعاصمتها فيلنيوس. تم توقيع وقف لإطلاق النار في 29 نوفمبر. لم تستطع الوساطة المطولة من عصبة الأمم تغيير الوضع وبالتالي القبول بالوضع الراهن في عام 1923. دُمجَت جمهورية ليتوانيا الوسطى في مقاطعة ويلنو في عام 1922. لم تعترف ليتوانيا بهذه التطورات واستمرت في المطالبة بفيلنيوس كعاصمة دستورية. لم تنشأ علاقات دبلوماسية بين بولندا وليتوانيا حتى الإنذار البولندي لليتوانيا سنة 1938.

## الخلفية

### التطورات العسكرية
انتهت الحرب العالمية الأولى في 11 نوفمبر 1918، عندما وقّعت ألمانيا على اتفاقية الهدنة. تخلّت روسيا السوفيتية عن معاهدة برست ليتوفسك في 13 نوفمبر، وبدأت الهجوم السوفيتي غربًا في 1918-1919. لاحق البلاشفة القوات الألمانية المنسحبة وهاجموا ليتوانيا وبولندا من الشرق في محاولة لمنع استقلالهم. سعوا لنشر الثورة البروليتارية العالمية، وإنشاء جمهوريات سوفيتية في المنطقة، والانضمام إلى الثورتين الألمانية والهنغارية. أثار الهجوم السوفيتي سلسلة من الحروب المحلية، بما في ذلك الحرب البولندية السوفيتية والحرب الليتوانية السوفيتية. نجح السوفييت في البداية ولكنهم توقفوا في فبراير 1919. في مارس وأبريل، بدأ كل من الليتوانيين والبولنديين هجماتهم ضد السوفيت. التقت الجيوش الثلاثة في منطقة فيلنيوس. لم تكن العلاقات بين بولندا وليتوانيا في ذلك الوقت عدائية، بل ازدادت سوءًا بسبب رفض كل الأطراف للتسوية. في 19 أبريل 1919، استولى الجيش البولندي على فيلنيوس.
تعاون كل من البولنديين والليتوانيين ضد السوفيت في البداية، ولكن سرعان ما فتح هذا التعاون الباب أمام المزيد من العداء. ادّعت ليتوانيا الحياد في الحرب البولندية السوفيتية. وقعت الاشتباكات الأولى بين الجنود البولنديين والليتوانيين في 26 أبريل و8 مايو 1919 بالقرب من مدينة فيفيس أثناء شقّ الجيش البولندي طريقه داخل ليتوانيا. على الرغم من عدم وجود حالة حرب رسمية ورصد عدد قليل من الإصابات، فقد أفادت التقارير الصحفية في شهر يوليو بتزايد الاشتباكات بين البولنديين والليتوانيين، وخاصة حول مدينتي ميركيني وشيرفينتوس. انهارت المفاوضات المباشرة في كاوناس بين 28 مايو و11 يونيو 1919، إذ لم يوافق الطرفان على أي حل وسط. حاولت ليتوانيا تجنب نزاع عسكري مباشر وعرضت قضيتها من أجل الوساطة في منظمة السفراء.

### التطورات الدبلوماسية
حجبت قوات الحلفاء الاعتراف الدبلوماسي بليتوانيا حتى عام 1922 نتيجة التوترات الحاصلة بين بولندا وليتوانيا. لم تعترف بولندا باستقلال ليتوانيا بسبب أمل الزعيم البولندي يوزيف بيوسودسكي في إحياء الكومنولث البولندي الليتواني القديم (انظر اتحاد ميدزيمورز) وقام بحملات من أجل تحقيق نوع من الاتحاد البولندي الليتواني في مؤتمر باريس للسلام. لم تنوِ بولندا أيضًا تقديم أي تنازلات إقليمية، مبررة أفعالها بكونها جزءًا من الحملة العسكرية ضد السوفيت، وللدفاع أيضًا عن حق البولنديين المحليين في تقرير المصير. طبقًا للتعداد السكاني الروسي لعام 1897، شملت مدينة فيلنيوس المتنازع عليها تنوعًا عرقيًّا بنسبة 30 ٪ من البولنديين، و40 ٪ من اليهود، و2 ٪ من الليتوانيين، وعلى أي حال، كانت نسبة الليتوانيين أعلى في المناطق الريفية المحيطة بها. وفقًا للتعداد السكاني الألماني عام 1916، تفوّق البولنديون عدديًا بين جميع الجنسيات المحلية مشكلين نسبة 53 ٪ أو 53.67 ٪ من سكان المناطق الحضرية، و50 ٪ في التعداد السكاني لمنطقة فيلنيوس بأكملها والأغلبية العظمى في التعداد السكاني لمقاطعة فيلنيوس. طالب الليتوانيون بفيلنيوس بصفتها عاصمتهم التاريخية ورفضوا أي اتحاد مع بولندا، رغبة منهم في إقامة دولة ليتوانية مستقلة. اعتبروا الفدرالية البولندية بمثابة عودة الهيمنة الثقافية والسياسية البولندية. نظرت الحكومة الليتوانية في كاوناس، التي اتّخِذت كعاصمة مؤقتة، إلى الوجود البولندي في فيلنيوس كاحتلال. بالإضافة إلى منطقة فيلنيوس، كانت منطقة سوفاوكي أيضًا من المناطق المتنازع عليها. تضمنت خليطًا من السكان البولنديين والليتوانيين.
لم تكن الأوضاع الدولية في ذلك الوقت متكافئة بين بولندا وليتوانيا المستقلة حديثاً. خُصّص المبدأ رقم 13 لبولندا، المتفوقة في المساحة وتعداد السكان، ضمن مبادئ وودرو ويلسون الأربعة عشر. اعتُرف بها من قبل جميع قوات الحلفاء، ودعيت رسميًّا إلى مؤتمر باريس للسلام، وأصبحت واحدة من الأعضاء المؤسسين لعصبة الأمم. تتمتع بولندا أيضًا بتحالف وثيق مع فرنسا. لم تتلق ليتوانيا اعترافًا دوليًا (تم اعتُرف بها لأول مرة بحكم القانون في يوليو 1920 من قبل روسيا السوفيتية) إذ تأملت قوات الحلفاء في إحياء الإمبراطورية الروسية داخل أراضيها السابقة التي تضمنت ليتوانيا. لم تُدع لحضور أي مؤتمرات دبلوماسية بعد الحرب، وجب عليها أيضًا مكافحة البروباغندا السلبية القائلة إن مجلس ليتوانيا قد كان دمية ألمانية، أو اتخاذ الليتوانيين مواقف مؤيدة للبلاشفة، أو عدم قدرة ليتوانيا، نتيجة صغرها وضعفها، على النجاة دون الاتحاد مع بولندا.